# Jos Verstappen
Johannes Franciscus „Jos“ Verstappen (* 4. März 1972 in Montfort) ist ein niederländischer Automobilrennfahrer. Er stieg 1994 in die höchste automobile Rennklasse Formel 1 auf und nahm bis 2003 an 107 Grand-Prix-Rennen teil. Damit ist Verstappen hinter seinem Sohn Max der Niederländer mit den zweitmeisten Formel-1-Einsätzen.

## Karriere

### Kartsport
1982 begann Verstappen mit dem Kartsport und trat in nationalen Meisterschaften an. 1984 und 1986 gewann er die niederländische Meisterschaft der Junioren. Die erfolgreichste Saison hatte „Jos, the Boss“, wie er später genannt wurde, im Jahr 1989, als er internationale Rennen fuhr und zwei europäische Titel gewann.

### Formelsport
1991 wechselte Verstappen in den Formelsport und lernte Huub Rothengatter, seinen späteren Manager kennen. Jos testete verschiedene Formelautos und ließ sein Talent erkennen.
Mit Hilfe der Sponsoren Philips und Marlboro – sowie dank Huub Rothengatter – erhielt Verstappen 1992 einen Platz in der Formula Opel Euroseries. Er erzielte zwei Siege und beendete die Saison als Siebter. Zusammen mit Martijn Koene gewann Verstappen zudem den Nationencup und die Benelux-Meisterschaft.
1993 trat Verstappen erneut in mehreren Rennserien an. In der Formel-Atlantic-Meisterschaft in Neuseeland belegte er den vierten Platz, gewann die Meisterschaft der deutschen Formel 3 und siegte darin bei seinem Heimrennen in Zandvoort.
Durch seine guten Ergebnisse in den Formelserien bestritt Verstappen Tests für die Formel-1-Teams McLaren und Arrows. Jordan bot an, Verstappen für die Saison 1994 unter Vertrag zu nehmen.

### Formel 1

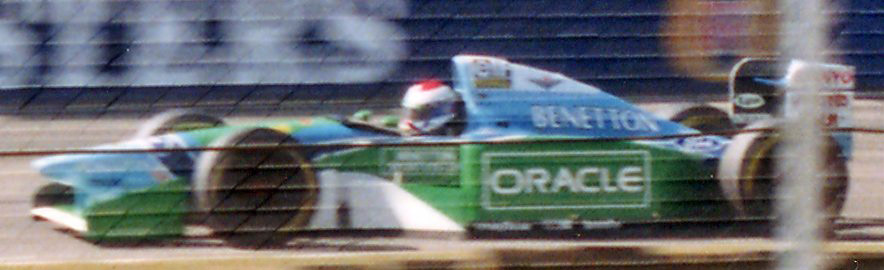
Verstappen im Benetton B194, Silverstone 1994

Trotz Vertragsverhandlungen mit anderen Teams unterschrieb Verstappen als Testfahrer bei Benetton. Nachdem JJ Lehto bei Testfahrten vor Saisonbeginn verletzt worden war, übernahm Verstappen seinen Fahrerplatz, bis Lehto zum Großen Preis von San Marino wieder genesen war. Lehto sammelte in den folgenden vier Rennen nur einen Meisterschaftspunkt, während Teamkollege Michael Schumacher auf Titelkurs lag. Verstappen übernahm daher erneut das Cockpit von Lehto und bestritt bis zum Saisonende insgesamt 10 der 16 Meisterschaftsläufe, von denen er zwei Rennen auf dem Podium beendete. Beim Großen Preis von Deutschland in Hockenheim fing sein Fahrzeug beim Nachtanken Feuer. Sein Mechaniker hatte beim Aufsetzen den Tankschlauch verkantet, so dass Benzin austrat und sich entzünden konnte. Dank der feuerfesten Overalls wurden weder die Mechaniker noch Verstappen ernsthaft verletzt, er erlitt einige leichte Verbrennungen. Trotz seiner zwischenzeitlichen Rennpause und dem Feuerunfall beendete Verstappen die Saison als Zehnter im WM-Klassement.
Im Folgejahr startete er zunächst für Simtek. Nach dem Grand Prix von Monaco musste Teamchef Nick Wirth Insolvenz anmelden, so dass Verstappen erneut als Testfahrer zu Benetton zurückkehrte. Zudem bestritt er während der Saison Tests für das französische Team Ligier.
1996 wechselte Verstappen zu Arrows und erzielte in 16 Rennen einen WM-Punkt. Außerdem war er offizieller Entwicklungsfahrer für Bridgestone, die als Reifenhersteller ein Jahr später in die Formel 1 einsteigen sollten. Da das Arrows-Team für 1997 auf die Dienste von Weltmeister Damon Hill und Bezahlfahrer Pedro Diniz setzte, wechselte Verstappen zu Tyrrell. Obwohl er in 7 von 17 Meisterschaftsläufen mit technischen Defekten ausfiel, wollte Verstappen auch 1998 für Teamchef Ken Tyrrell starten. Doch der neue Eigentümer British American Tobacco formte sein eigenes Team und setzte Verstappen vor die Tür.
Erst im achten Rennen der Formel-1-Weltmeisterschaft 1998 erhielt Verstappen einen neuen Fahrerplatz und ersetzte den Dänen Jan Magnussen bei Stewart. Am Ende des Jahres stand Verstappen wieder ohne Cockpit da. 1999 legte er ein Testjahr ein und war offizieller Testfahrer von Honda, die mit einem eigenen Team in die Formel 1 zurückkehren wollten. Nach dem Tod von Harvey Postlethwaite wurden die Pläne jedoch wieder verschoben.
So kehrte Verstappen 2000 zu Arrows zurück und fuhr zwei weitere Saisons für die Engländer, in denen er insgesamt sechs WM-Punkte holte. Sein bestes Ergebnis war der vierte Platz beim Großen Preis von Italien. 2002 ließ Arrows Verstappen abermals außen vor und verpflichtete, trotz eines bestehenden Vertrages, Heinz-Harald Frentzen. Verstappen plante daraufhin, bei Sauber-Petronas als Testfahrer anzuheuern. Nach Sitzproben erkannte man dort jedoch, dass Verstappen wegen seiner Körpergröße nicht in den Sauber passte.
2003 kehrte er nochmals für eine Saison in die Formel 1 zurück und startete für Minardi. Dabei erzielte er beim Großen Preis von Frankreich eine Bestzeit in der 1. Qualifikation. Trotzdem trennten sich die Wege von Minardi und Verstappen am Ende der Saison. Ein Engagement bei Jordan zerschlug sich, so dass Verstappen seine Formel-1-Karriere beenden musste.

### Weitere Motorsportkarriere

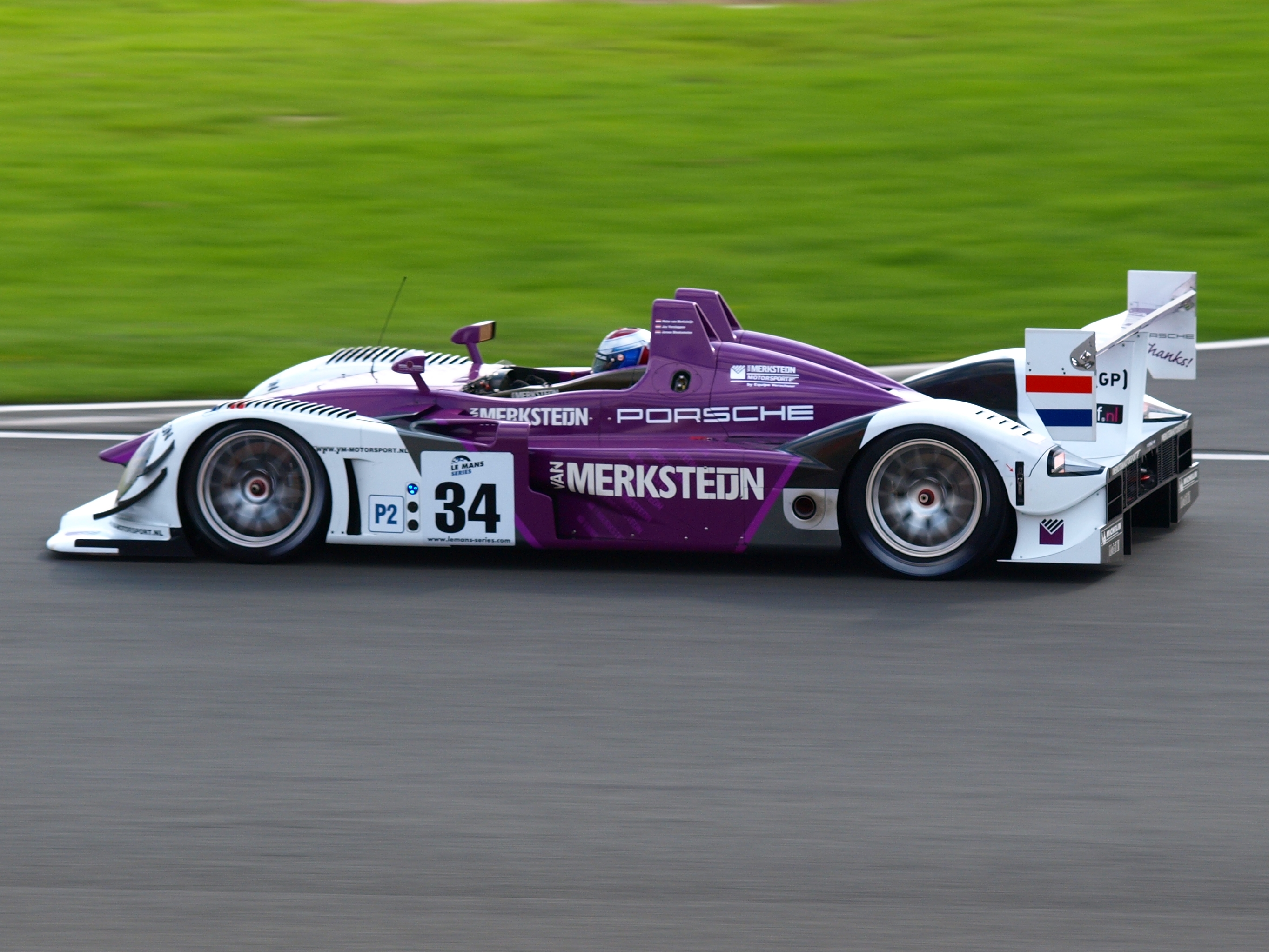
Verstappen im Porsche RS Spyder, 1000-km-Rennen von Silverstone 2008

Nach einem Jahr Pause startete er 2005/06 für die Niederlande in der A1-Grand-Prix-Serie. Ein Höhepunkt in dieser Saison war Verstappens 1. Platz beim Grand Prix von Südafrika. Verstappen beendete die Saison auf dem 7. Rang der Meisterschaft. 2007 war Verstappen im Gespräch mit Teams aus der amerikanischen Champ Car World Series, aber eine Zusammenarbeit kam nicht zustande.
Im darauffolgenden Jahr fuhr Verstappen einen Porsche RS Spyder in der Le-Mans-Serie für das Team Van Merksteijn Motorsport by Equipe Verschuur. Zusammen mit Peter van Merksteijn senior sowie Jeroen Bleekemolen konnte er in der LMP2-Kategorie vier Klassensiege und einen zweiten Platz einfahren. Da weder Merksteijn, noch Bleekemolen die gesamte Saison bestritten, ist Verstappen somit der alleinige LMP2-Meister der Le-Mans-Series 2008. Teameigner van Merksteijn äußerte sich Ende des Jahres über Verstappen:

“Without him I'd never reached this level: He taught me how to drive a ground effect car and helped me to progress throughout the season”

„Ohne ihn hätte ich nie dieses Niveau erreicht: Er hat mir gezeigt, wie man ein Auto mit Bodeneffekt fährt und hat mir geholfen mich über die Saison zu verbessern.“

In derselben Konstellation mit van Merksteijn und Bleekemolen nahm Verstappen am 15. Juni 2008 zum ersten Mal am 24-Stunden-Rennen von Le Mans teil. Sie erreichten den 10. Gesamtrang und wurden Klassensieger der LMP2.
Anfang der Saison 2009 wurde bekannt, dass Verstappen plane, zusammen mit Epsilon Euskadi erneut beim 24-Stunden-Rennen von Le Mans und in der Le Mans Series anzutreten. Jedoch zerschlugen sich die Bestrebung, da sich das Team in kein Rennen einschrieb. Ende Mai testete Verstappen einen Lola-Aston Martin LMP1 für das Werksteam von Aston Martin auf dem Autodromo Nazionale Monza. Bei dem Test für das 24-Stunden-Rennen von Le Mans beschädigte er sein Fahrzeug schwer und erlitt selbst Prellungen und ein Schleudertrauma.

## Persönliches
Jos Verstappen war von 1996 bis 2008 mit der Belgierin Sophie (geb. Kumpen) verheiratet und hat mit ihr einen Sohn und eine Tochter. Sophie ist die Tochter des 2020 verstorbenen Kart-Rennfahrers Robert Kumpen, eine Nichte des belgischen Rallycross-Meisters von 1987 Paul Kumpen, die Cousine des FIA-GT-Rennfahrers Anthony Kumpen und war selbst für einige Jahre als Kart-Rennfahrerin erfolgreich aktiv. Ihr gemeinsamer Sohn Max wurde 2013 Kart-Weltmeister sowie zweifacher Kart-Europameister und mit 24 Jahren im Jahr 2021 erstmals F1-Weltmeister; 2024 wurde er dies zum vierten Mal. Verstappen senior spricht neben Englisch, Niederländisch und Limburgisch auch fließend Deutsch.
2000 wurde Verstappen in Belgien zu fünf Jahren Gefängnis mit Bewährung verurteilt, weil er und sein Vater Frans im Mai 1998 bei einer Schlägerei im Rahmen eines Kartrennens in Lanaken einer Person einen Schädelbruch zugefügt hatten.
2008 wurde Verstappen von einem Gericht in Tongern zu einer Geld- und Freiheitsstrafe verurteilt, weil er seine von ihm getrennt lebende Frau Sophie mit SMS-Nachrichten und Besuchen belästigt hat. Dabei hatte er auch gegen ein auferlegtes Kontaktverbot verstoßen. Vom Vorwurf der Körperverletzung wurde er aufgrund widersprüchlicher Aussagen allerdings freigesprochen.
Am 29. November 2011 berichteten die Medien über Vorwürfe, Verstappen habe seine Ex-Freundin angegriffen. Verstappen hingegen behauptete, nur eine Diskussion mit ihr geführt zu haben. Im Januar 2012 wurde er wegen versuchten Mordes und des Vorwurfs verhaftet, er habe in Roermond mit einem Auto seine Ex-Freundin angefahren. Nur zwei Wochen später wurde er jedoch freigelassen, nachdem die Anklage wieder zurückgezogen worden war. Verstappen und seine Ex-Freundin Kelly van der Waal kamen wieder zusammen und heirateten 2014. Sie haben eine Tochter, die im September 2014 geboren wurde. Das Paar ließ sich am 2. Juni 2017 scheiden.

## Statistik

### Statistik in der Formel-1-Weltmeisterschaft

#### Gesamtübersicht
| Saison | Team                     | Chassis       | Motor                | Rennen | Siege | Zweiter | Dritter | Poles | schn. Rennrunden | Punkte | WM-Pos. |
| ------ | ------------------------ | ------------- | -------------------- | ------ | ----- | ------- | ------- | ----- | ---------------- | ------ | ------- |
| 1994   | Mild Seven Benetton Ford | Benetton B194 | Ford Zetec-R 3.5 V8  | 10     | –     | –       | 2       | –     | –                | 10     | 10.     |
| 1995   | MTV Simtek Ford          | Simtek S951   | Ford ED 3.0 V8       | 4      | –     | –       | –       | –     | –                | –      | 31.     |
| 1996   | Footwork Hart            | Footwork FA17 | Hart 3.0 V8          | 16     | –     | –       | –       | –     | –                | 1      | 16.     |
| 1997   | Tyrrell                  | Tyrrell 025   | Ford ED4 3.0 V8      | 17     | –     | –       | –       | –     | –                | –      | 21.     |
| 1998   | Stewart Ford             | Stewart SF2   | Ford Zetec-R 3.0 V10 | 9      | –     | –       | –       | –     | –                | –      | 23.     |
| 2000   | Arrows F1 Team           | Arrows A21    | Supertec 3.0 V10     | 17     | –     | –       | –       | –     | –                | 5      | 12.     |
| 2001   | Orange Arrows Asiatech   | Arrows A22    | Asiatech 3.0 V10     | 17     | –     | –       | –       | –     | –                | 1      | 18.     |
| 2003   | Minardi F1 Team          | Minardi PS03  | Cosworth 3.0 V10     | 16     | –     | –       | –       | –     | –                | –      | 22.     |
| Gesamt | Gesamt                   | Gesamt        | Gesamt               | 106    |       |         | 2       |       |                  | 17     |         |

#### Einzelergebnisse
| Saison | 1   | 2   | 3   | 4   | 5   | 6   | 7   | 8   | 9   | 10  | 11  | 12  | 13  | 14  | 15  | 16 | 17 |
| ------ | --- | --- | --- | --- | --- | --- | --- | --- | --- | --- | --- | --- | --- | --- | --- | -- | -- |
| 1994   |     |     |     |     |     |     |     |     |     |     |     |     |     |     |     |    |    |
| DNF    | DNF |     |     |     |     | DNF | 8   | DNF | 3   | 3   | DNF | 5   | DNF |     |     |    |    |
| 1995   |     |     |     |     |     |     |     |     |     |     |     |     |     |     |     |    |    |
| DNF    | DNF | DNF | 12  | DNS |     |     |     |     |     |     |     |     |     |     |     |    |    |
| 1996   |     |     |     |     |     |     |     |     |     |     |     |     |     |     |     |    |    |
| DNF    | DNF | 6   | DNF | DNF | DNF | DNF | DNF | DNF | 10  | DNF | DNF | DNF | 8   | DNF | 11  |    |    |
| 1997   |     |     |     |     |     |     |     |     |     |     |     |     |     |     |     |    |    |
| DNF    | 15  | DNF | 10  | 8   | 11  | DNF | DNF | DNF | 10  | DNF | DNF | DNF | 12  | DNF | 13  | 16 |    |
| 1998   |     |     |     |     |     |     |     |     |     |     |     |     |     |     |     |    |    |
|        |     |     |     |     |     |     | 12  | DNF | DNF | DNF | 13  | DNF | DNF | 13  | DNF |    |    |
| 2000   |     |     |     |     |     |     |     |     |     |     |     |     |     |     |     |    |    |
| DNF    | 7   | 14  | DNF | DNF | DNF | DNF | 5   | DNF | DNF | DNF | 13  | 15  | 4   | DNF | DNF | 10 |    |
| 2001   |     |     |     |     |     |     |     |     |     |     |     |     |     |     |     |    |    |
| 10     | 7   | DNF | DNF | 12  | 6   | 8   | 10  | DNF | 13  | 10  | 9   | 12  | 10  | DNF | DNF | 15 |    |
| 2003   |     |     |     |     |     |     |     |     |     |     |     |     |     |     |     |    |    |
| 11     | 13  | DNF | DNF | 12  | DNF | DNF | 9   | 14  | 16  | 15  | DNF | 12  | DNF | 10  | 15  |    |    |

| Legende  | Legende            | Legende                                                          |
| Farbe    | Abkürzung          | Bedeutung                                                        |
| -------- | ------------------ | ---------------------------------------------------------------- |
| Gold     | –                  | Sieg                                                             |
| Silber   | –                  | 2. Platz                                                         |
| Bronze   | –                  | 3. Platz                                                         |
| Grün     | –                  | Platzierung in den Punkten                                       |
| Blau     | –                  | Klassifiziert außerhalb der Punkteränge                          |
| Violett  | DNF                | Rennen nicht beendet (did not finish)                            |
| Violett  | NC                 | nicht klassifiziert (not classified)                             |
| Rot      | DNQ                | nicht qualifiziert (did not qualify)                             |
| Rot      | DNPQ               | in Vorqualifikation gescheitert (did not pre-qualify)            |
| Schwarz  | DSQ                | disqualifiziert (disqualified)                                   |
| Weiß     | DNS                | nicht am Start (did not start)                                   |
| Weiß     | WD                 | zurückgezogen (withdrawn)                                        |
| Hellblau | PO                 | nur am Training teilgenommen (practiced only)                    |
| Hellblau | TD                 | Freitags-Testfahrer (test driver)                                |
| ohne     | DNP                | nicht am Training teilgenommen (did not practice)                |
| ohne     | INJ                | verletzt oder krank (injured)                                    |
| ohne     | EX                 | ausgeschlossen (excluded)                                        |
| ohne     | DNA                | nicht erschienen (did not arrive)                                |
| ohne     | C                  | Rennen abgesagt (cancelled)                                      |
| ohne     | keine WM-Teilnahme |                                                                  |
| sonstige | P/fett             | Pole-Position                                                    |
| sonstige | 1/2/3/4/5/6/7/8    | Punktplatzierung im Sprint-/Qualifikationsrennen                 |
| sonstige | SR/kursiv          | Schnellste Rennrunde                                             |
| sonstige | *                  | nicht im Ziel, aufgrund der zurückgelegten Distanz aber gewertet |
| sonstige | ()                 | Streichresultate                                                 |
| sonstige | unterstrichen      | Führender in der Gesamtwertung                                   |

### Le-Mans-Ergebnisse
| Jahr | Team                      | Fahrzeug               | Teamkollege        | Teamkollege          | Platzierung             | Ausfallgrund |
| ---- | ------------------------- | ---------------------- | ------------------ | -------------------- | ----------------------- | ------------ |
| 2008 | van Merksteijn Motorsport | Porsche RS Spyder Evo  | Jeroen Bleekemolen | Peter van Merkstejin | Rang 10 und Klassensieg |              |
| 2009 | Aston Martin Racing       | Lola-Aston Martin LMP1 | Anthony Davidson   | Darren Turner        | Rang 13                 |              |